# کالج ایتون
کالج ایتون (به‌انگلیسی:Eton College) یکی از گران‌قیمت‌ترین دبیرستانهای شبانه‌روزی پسرانه انگلستان برای سنین ۱۳ تا ۱۸ سال می‌باشد، که در سال ۱۴۴۰ به دست هنری ششم انگلستان در ۳۰ کیلومتری لندن در شهر ایتون در نزدیکی ویندسور تأسیس شد و یکی از نه مدرسه خصوصی انگلستان است. دانش‌آموزان این دبیرستان به صورت شبانه‌روزی در این مدرسه زندگی می‌کنند.
ایتون دارای فهرست بلندی از افراد مشهور از میان دانش‌آموختگان این مدرسه است. دیوید کامرون، نوزدهمین نخست‌وزیر بریتانیاست که از این دبیرستان فارغ‌التحصیل شده‌است.
از مدتها پیش به این دبیرستان لقب «بزرگترین تربیت کننده سخنوران انگلستان» و «مشهورترین دبیرستان جهان» را داده‌اند.

در اوایل قرن بیستم، یکی از تاریخ نگاران ایتون می‌نویسد: 
هیچ مدرسه دیگری نمی‌تواند ادعا کند که به این تعداد افراد بزرگ را به جامعه معرفی کرده که در سطح جهانی تأثیرگذار بوده‌اند.
راهنمای مدارس خوب، این مدرسه را به عنوان بهترین دبیرستان خصوصی پسرانه معرفی می‌کند و می‌افزاید امکانات و کیفیت تدریس در آنجا دومی ندارد. این مدرسه عضوی از گروه مدارس G20 می‌باشد.